# Giltner
Le village de Giltner est situé dans le comté de Hamilton, dans l’État du Nebraska, aux États-Unis. Sa population s’élevait à 352 habitants lors du recensement de 2010, estimée à 357 habitants en 2017.

## Source
- (en) Cet article est partiellement ou en totalité issu de l’article de Wikipédia en anglais intitulé « Giltner, Nebraska » (voir la liste des auteurs).

1. ↑  (en) « Population and Housing Unit Estimates » (consulté le 24 mars 2018)
2. ↑  (en) « Census of Population and Housing », Census.gov (consulté le 4 juin 2015)